# Onitis monstrosus
Onitis monstrosus là một loài bọ cánh cứng trong họ Bọ hung (Scarabaeidae).